# This Is Love, This Is Murderous
This Is Love, This Is Murderous är det amerikanska metalcorebandet Bleeding Throughs tredje studioalbum, utgivet i september 2003 på Trustkill Records, bandets första på detta bolag. Skivan gavs samtidigt ut med bonusmaterial i Europa och år 2005 i Japan.
Låten "Shadow Walker" är en nyinspelning av versionen från debutalbumet Dust to Ashes (2001).
Detta var basisten Derek Youngsmas första album med Bleeding Through. Han ersatte avhoppade Vijay Kumar. Marta Demmel (då Peterson) står listad i konvolutet som keyboardist, men det är Molly Street som spelar på albumet.
Musikvideor spelades in till "Love Lost in a Hail of Gunfire" och "On Wings of Lead".

## Låtlista
1. "Love Lost in a Hail of Gunfire" – 4:57
2. "Sweet Vampirous" – 1:25
3. "Number Seven with a Bullet" – 5:07
4. "On Wings of Lead" – 5:21
5. "What I Bleed Without You" – 3:05
6. "This Is Love, This Is Murderous" – 4:31
7. "City of the Condemned" – 3:23
8. "Mutilation" – 3:47
9. "Murder by Numbers" – 3:30
10. "Dead Like Me" – 3:31
11. "Shadow Walker" – 2:01
12. "Revenge I Seek" – 4:21

Bonusspår på europeiska och japanska utgåvorna
1. "Revenge I Seek" (live) – 4:38
2. "Rise" (live) – 2:08
3. "Our Enemies" (live) – 3:14

## Medverkande
Musiker
- Brandan Schieppati – sång
- Brian Leppke – gitarr
- Scott Danough – gitarr
- Ryan Wombacher – basgitarr
- Marta Peterson – keyboard
- Derek Youngsma – trummor

Bidragande musiker
- Ryan Downey – sång
- Molly Street – keyboard

Produktion
- Ulrich Wild – producent, mixning, mastering
- Shawn Sullivan – inspelningstekniker
- Jeff Gros – foto
- Don Clark – layout
- Asterik Studio – art direction, design